# Алеманн, Герман
Герман Алеманн (Hermannus Alemannus, ? — 10 ноября 1272 года) — епископ и член Толедской переводческой школы XIII века.

## Биография
О его жизни мало что известно. Родился в Германии, однако большую часть жизни прожил в Испании. В Толедо переехал около 1240 года. Там он работал в Школе переводчиков Толедо примерно до 1256 года. Переводил Аристотеля и его комментаторов с арабского на латынь.
В 1244 или 1245 совершил поездку в Париж, где познакомился с Роджером Бэконом, и, вероятно, с Робертом Гроссетестом.
Есть все основания отождествлять его с епископом Асторги Германом, который занимал эту должность с 1266 года до своей смерти в 1272 году.

## Труды
- Перевод с арабского аристотелевской «Риторики»: почти полный текст Аристотеля, основную часть комментария Аверроэса короткие фрагменты Авиценны и Аль-Фараби, а также вступительная часть комментария Аль-Фараби.
- Перевод арабского изложения «Никомаховой этики», известное как Summa Alexandrinorum (1243 или 1244).
- Перевод комментария Аверроэса к «Никомаховой этике».
- Перевод комментария Аверроэса к «Поэтике».

Недостаточно хорошо владел арабским языком (в чём признавался Бэкону) и использовал услуги арабов-переводчиков.
Переводил также псалмы (с еврейского).